# Sports Illustrated Stadium
Pour les articles homonymes, voir Red Bull Arena.
Le Sports Illustrated Stadium (anciennement le Red Bull Park et la Red Bull Arena) est un stade de soccer (football association) situé à Harrison, ville du New Jersey située en périphérie de New York. Inauguré en 2010, il a une capacité de 25000 places assises, ce qui en fait le troisième plus grand stade américain de soccer.
Ses clubs résidents sont l'équipe des Red Bulls de New York, franchise new-yorkaise de la Major League Soccer, et le Gotham du NJ/NY (anciennement Sky Blue FC), équipe féminine de soccer évoluant en la National Women's Soccer League.

## Histoire

### Football
Le stade se situe dans la ville d'Harrison. Il était censé être achevé pour l'ouverture de la saison 2008 de la MLS mais de nombreux retards dans la construction ont fait que l'inauguration a été retardée jusqu'à la saison 2010.
C'est un stade spécifique au football (soccer-specific stadium) avec une capacité de 25 000 places. Il possède un toit translucide similaire à celui des stades européens qui couvre la totalité des sièges mais pas le terrain. Le stade se trouve le long de la rivière Passaic avec à l'ouest, une vue sur Newark et à l'est, une vue sur New York et Jersey City. Le stade est accessible en transport public via une gare à Harrison.
Le premier match a été joué le 20 mars 2010 entre les Red Bulls et le club brésilien Santos FC. Le premier match international a été une rencontre amicale Turquie - République tchèque le 22 mai 2010.
L'édition 2012 du Trophée des champions se déroule dans ce stade, le samedi 28 juillet 2012 à 15h (heure locale), et oppose le champion de France 2011-2012, le Montpellier HSC, au vainqueur de la Coupe de France 2012, l'Olympique lyonnais. C'est le club lyonnais qui le remporte aux tirs au but après un match nul 2-2.

### Rugby

#### Churchill Cup
En plus du football, la Red Bull Arena accueil quelques événements de rugby. C'est le cas de la Churchill Cup 2010, où les finales (cup, bowl et plate) se dispute à Harrison.

#### Aviva Premiership
Le 12 mars 2016, le club anglais des London Irish décide de délocaliser un match d'Aviva Premiership, initialement prévu à domicile, dans la Red Bull Arena contre les Saracens, afin de promouvoir le rugby aux États-Unis. C'est la première fois qu'un match d'Aviva Premiership est délocalisé à l'étranger. Le lieu et la date de la rencontre ont été choisis car elles coïncident avec les fêtes de la Saint-Patrick dans une ville où l'influence irlandaise est importante. Le match est diffusé dans les États-Unis sur la chaine de télévision NBCSN.

## Changements de nom
Le 18 août 2008, le club annonce que le nom du stade a été changé de Red Bull Park à Red Bull Arena.
Le 11 décembre 2024, les Red Bulls ont annoncé que le stade serait rebaptisé Sports Illustrated Stadium. Le changement de nom fait partie d'un partenariat entre l'équipe et Sports Illustrated Tickets, une plateforme de billetterie en ligne qui octroie une licence pour le nom du célèbre magazine à son propriétaire Authentic Brands Group.

## Galerie

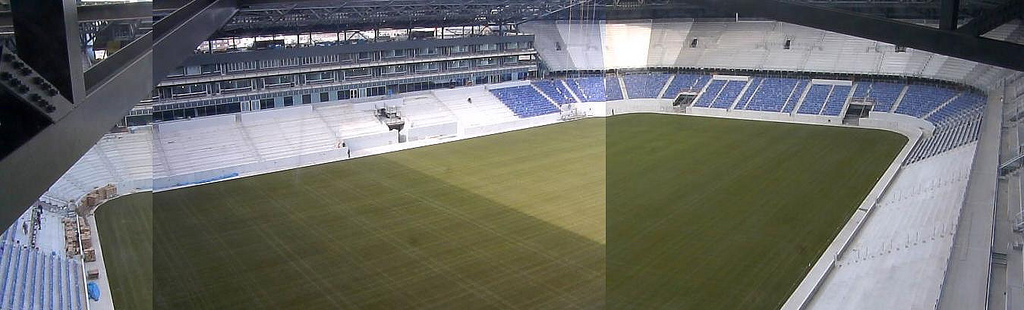
Intérieur du stade en construction en juin 2009.
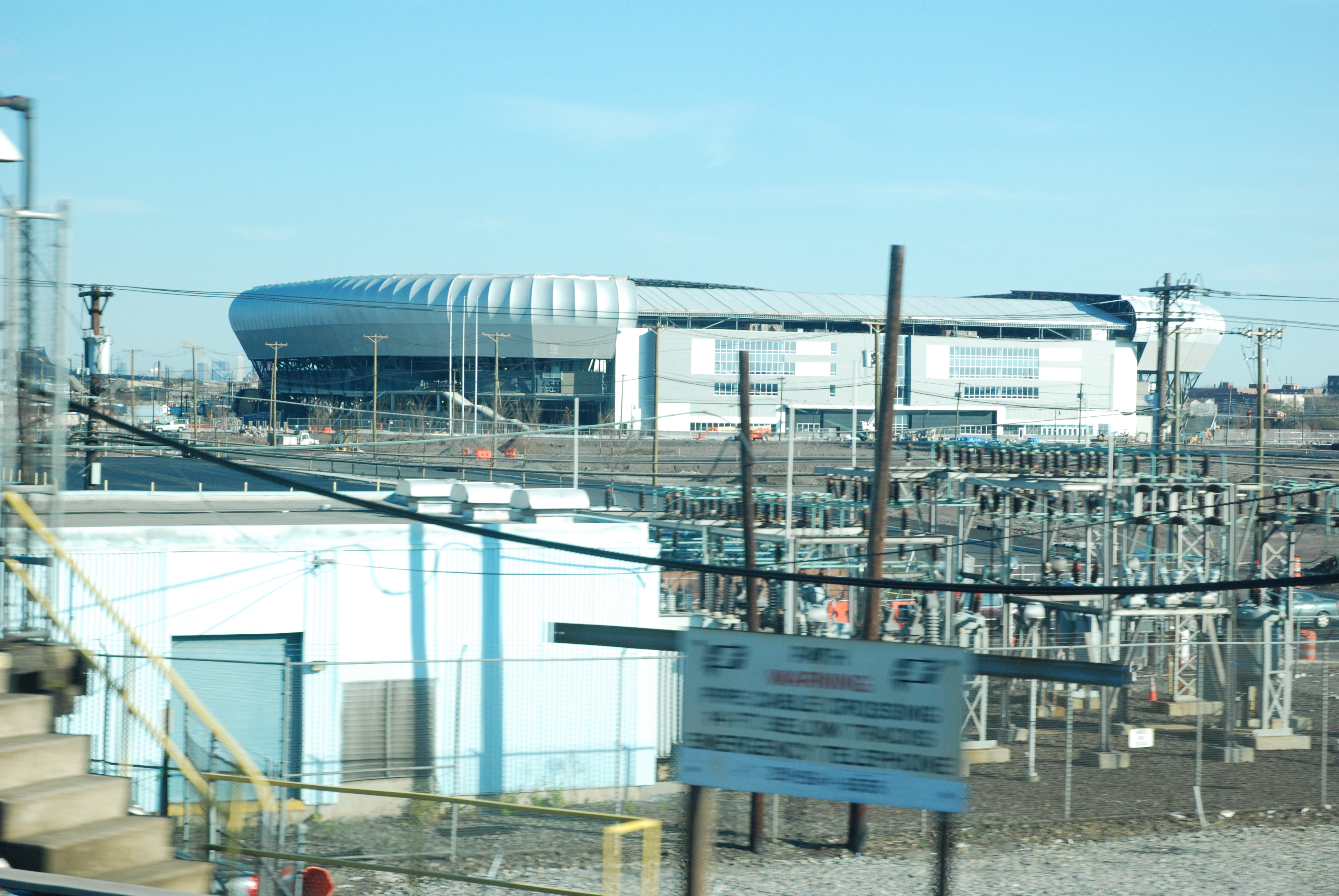
Red Bull Arena en novembre 2009